# Acanthotriaena
Acanthotriaena is een geslacht van sponsdieren uit de klasse van de Demospongiae (gewone sponzen). 

## Soort
- Acanthotriaena crypta Vacelet, Vasseur & Lévi, 1976